# Saint-Hilaire-la-Gravelle
Saint-Hilaire-la-Gravelle – miejscowość i gmina we Francji, w Regionie Centralnym, w departamencie Loir-et-Cher.
Według danych na rok 1990 gminę zamieszkiwało 648 osób, a gęstość zaludnienia wynosiła 37 osób/km² (wśród 1842 gmin Regionu Centralnego Saint-Hilaire-la-Gravelle plasuje się na 574. miejscu pod względem liczby ludności, natomiast pod względem powierzchni na miejscu 767.).